# Norifusa Mita
Norifusa Mita (三田紀房 Mita Norifusa) es un mangaka japonés nacido el 4 de enero de 1958, en Iwate, Japón. Él es reconocido por el manga Dragon Zakura que ganó el 29th Kodansha Manga Award.

## Obras reconocibles
- Dragon Zakura (Publicado en Morning)
- Investor Z (Publicado en Morning)
- Gin no Anchor (Publicado en Super Jump)
- Toumei Accel (Publicado en Evening)
- Kurokan (Publicado en Manga Goraku)